# 1913年峨山地震
1913年峨山地震发生于1913年12月21日23时37分（UTC+8），震中位于中国云南省嶍峨县（今峨山彝族自治县）县城附近，面波震级7级、矩震级6.8级，震中烈度达Ⅸ度。地震导致峨山县遭受严重破坏，造成至少942人死亡、数千房屋损毁。此次地震的发震构造为曲江断裂。

## 构造背景
在滇东及其以北的川滇交界地区，主要地震活动与S-N向的小江断裂带、其北侧的NNW向则木河断裂带，以及NW-NWW向曲江—石屏断裂带相关。其中红河断裂等部分断裂构成两省内部构造地块的边界。曲江—石屏断裂由南北两支组成，总长120公里，西段走向NW，东段转为NWW 至近E-W。该断裂以右旋走滑为主，兼具挤压逆冲特征。该断裂带是云南省地震活动最强烈的区域之一。

## 地震
曲江断裂带呈北东走向，与更长的红河断裂带平行延伸，整体呈NW-WNW向。该断裂带上曾发生三次7级以上地震，包括1599年、1913年和1970年地震。其中1970年通海7.7级地震造成长达60公里的地表破裂。1913年地震破裂了曲江断裂带西北段，而1970年地震则与其东南段活动相关。

## 震害情况
地震波及面积达3000平方公里，损毁房屋超过1.8万间。由于震时正值大雪天气，许多幸存者冻饿而亡。灾后还爆发瘟疫与火灾，社会陷入动荡。峨山县至少有942人遇难，实际死亡人数可能高达1900人，另有112人受伤。全县80%—90%的民房倒塌，学校、庙宇及公署建筑尽毁，桥梁、城墙亦遭破坏。农田中出现喷沙冒水的巨大裂缝，据载多人坠入其中。通海县有部分建筑倒塌，各村镇共9人死亡、千余房屋损毁。河西县1人遇难，城墙坍塌8米，多处民房官署倾覆。玉溪县16人罹难，老旧房屋被毁。新平县官署房屋倒塌致3人丧生。此次地震还引发滑坡灾害，影响面积达2839平方公里。